# Campeonato de Portugal de 1926–27
O Campeonato de Portugal de 1926–27 foi a 6ª edição do Campeonato de Portugal. O Belenenses venceu esta edição.

## Participantes
- Algarve (1): Olhanense
- Aveiro (1): Sp. Espinho
- Beja (2): Luso Beja, Despertar
- Braga (2): SC Braga, Estrela Braga
- Coimbra (2): União de Coimbra, Académica de Coimbra
- Lisboa (6): Belenenses, SC Império, Casa Pia, Sporting, SL Benfica, Carcavelinhos
- Madeira (1): CS Marítimo
- Porto (5): FC Porto, SC Salgueiros, Sport Progresso, Leixões SC, Boavista
- Portalegre (1): SC Portalegre
- Santarém (1): Os Leões Santarém
- Setúbal (3): Vitória de Setúbal, Barreirense, Galitos do Barreiro
- Viana do Castelo (1): SC Vianense
- Vila Real (1): Vila Real

## 1ª Eliminatória
| Vencedor             | Resultado | Vencido             |
| -------------------- | --------- | ------------------- |
| Vitória de Setúbal   | 12–0      | Despertar           |
| SC Portalegre        | 1–7       | Sporting            |
| SC Salgueiros        | 4–0       | Vila Real           |
| SC Vianense          | 0–1       | Sport Progresso     |
| SC Império           | 4–0       | Luso Beja           |
| Leixões SC           | 0–3       | SC Braga            |
| Estrela Braga        | 0–11      | FC Porto            |
| Barreirense          | 9–4       | Olhanense           |
| Os Leões Santarém    | 1–9       | Belenenses          |
| Casa Pia             | 5–0       | União de Coimbra    |
| Boavista             | 3–0       | Galitos do Barreiro |
| Académica de Coimbra | 3–1       | Sp. Espinho         |

## 2ª Eliminatória
| Vencedor      | Resultado | Vencido         |
| ------------- | --------- | --------------- |
| Sporting      | 9–1       | Académica       |
| Braga         | 3–4       | Benfica         |
| SC Império    | 7–0       | Progresso       |
| Boavista      | 0–2       | Barreirense     |
| Belenenses    | 3–2       | FC Porto        |
| Carcavelinhos | 3–1       | Casa Pia        |
| Salgueiros    | F-C       | Vitória Setúbal |

## Quartos de Final
| Vencedor        | Resultado | Vencido       |
| --------------- | --------- | ------------- |
| Belenenses      | 8–1       | Marítimo      |
| Vitória Setúbal | 1–0       | Sporting      |
| Benfica         | 5–0       | Carcavelinhos |
| Barreirense     | 3–1       | SC Império    |

## Meias-finais
| Vencedor        | Resultado | Vencido     |
| --------------- | --------- | ----------- |
| Vitória Setúbal | 1–0       | Barreirense |
| Belenenses      | 2–0 a.p.  | Benfica     |

## Final
| 12 de junho de 1927 | Belenenses                                | 3 – 0     | Vitória de Setúbal | Campo do Lumiar, Lisboa         |
|                     | Augusto Silva 63' · Silva Marques 86' 89' | Relatório |                    | Árbitro: João dos Santos Júnior |